# 栄村駅
栄村駅（えいむらえき）は、秋田県平鹿郡栄村（現・横手市柳田）にあった横荘鉄道（後の羽後交通横荘線）の駅（廃駅）である。短期間の営業のみで1921年（大正10年）5月1日に廃駅となった。

## 歴史
廃止の経緯は不詳である。
- 1918年（大正7年）8月18日：横荘鉄道横手駅 - 沼舘駅間開通に伴い開業[2][3]。
- 1921年（大正10年）5月1日：廃止となる[3][4][注 1]。

## 駅構造
詳細は不詳であるが、書類上の記載では駅（停車場）ではなく停留場であった。

## 駅周辺
後世の1971年（昭和46年）時点では、周囲は水田であった。
- 秋田自動車道・東北中央自動車道 横手IC - 当線廃止後の開通。
- 東日本旅客鉄道（JR東日本）奥羽本線 柳田駅 - 当駅廃止後の開業[1]。当駅から東に約1km弱[1]。旧・栄村の中心地に位置する。

## 駅跡
秋田自動車道と東北中央自動車道の交差地点附近と考えられ、その周辺の線路は切通しになっていたが、横手インターチェンジ建設時に山ごと削られ、1996年（平成8年）時点ではすでに当時の面影は全く無くなっていた。1999年（平成11年）時点、2010年（平成22年）時点でも同様であった。
また、横手インターチェンジ部分以外の当駅跡附近の線路跡は、1999年（平成11年）時点ではインターチェンジ前後には跡が良く残っていた。横手駅 - 当駅跡間は1996年（平成8年）時点では水田の中に線路跡が残存し、2010年（平成22年）時点でも同様で、小川を渡る小さな橋も残存していた。当駅跡 - 樋ノ口駅跡間は2007年（平成19年）5月時点では湯沢横手道路から浅舞方面への道が分岐する地点附近に道床および溝を渡るコンクリートの橋台も残存し、2010年（平成22年）時点でも同様であった。

## 隣の駅
横荘鉄道
横手駅 - 栄村駅 - 樋ノ口駅